# Kop

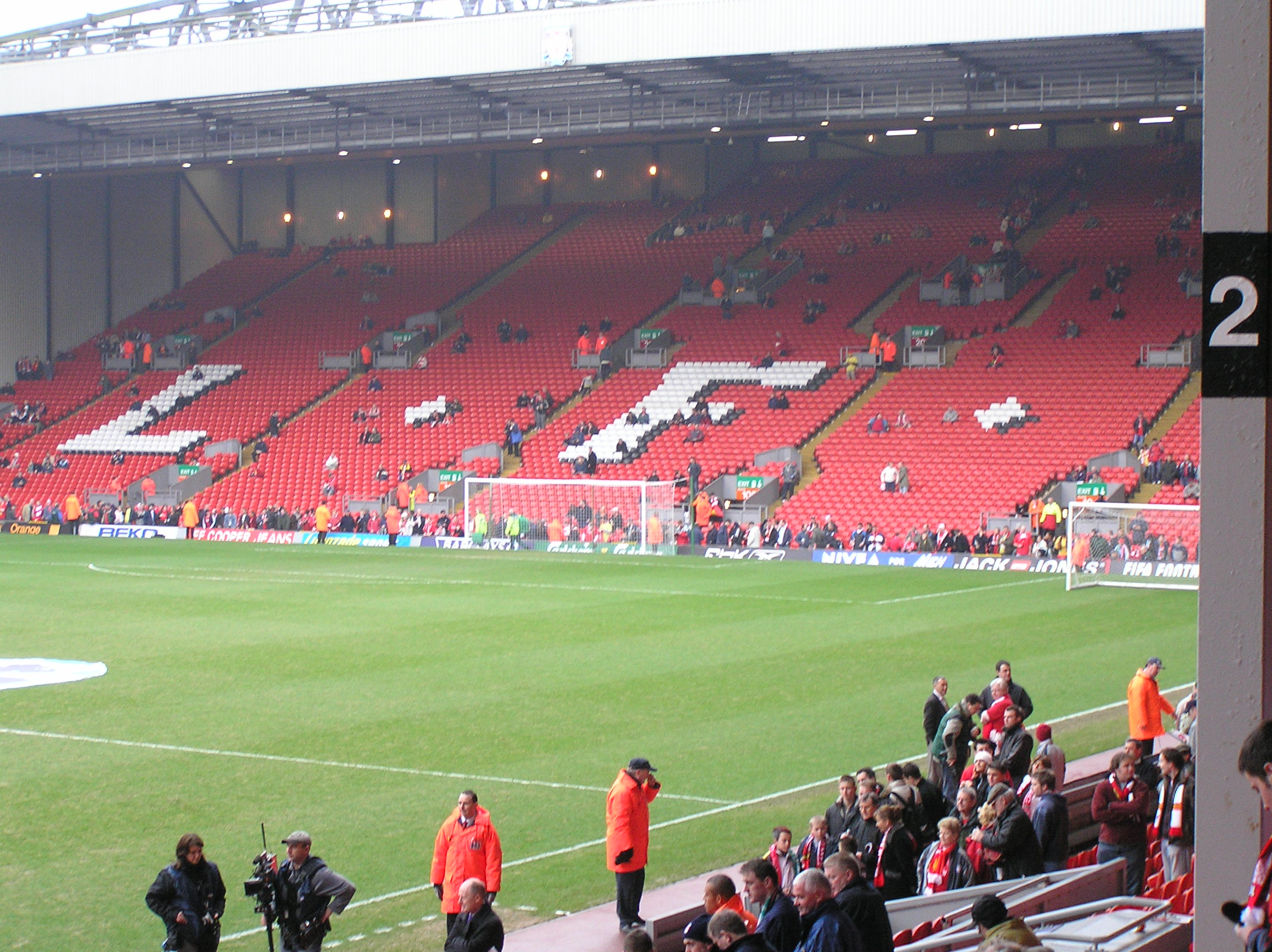
Widok na trybunę The Kop

"The Kop" – trybuna znajdująca się za jedną z bramek na stadionie Liverpoolu – Anfield. 
The Kop dobudowano do głównego stadionu w roku 1906, jako nagrodę dla kibiców za zdobycie drugiego mistrzowskiego tytułu Anglii. 
Początkowo nazwano ją Oakfield Road Embankment albo Walton Breck Bank. Nazwa The Kop powstała z inicjatywy gazety "Liverpool Echo", a dokładniej od Ernesta (Bee) Edwardsa, redaktora sportowego liverpoolskiego Daily Post i Echo. Nazwę zaczerpnięto od małego wzgórza w Południowej Afryce – Spion Kop, gdzie w styczniu 1900 roku podczas wojny zginęło wielu żołnierzy oddziału z Liverpoolu. 
Pierwotnie trybuna była zwykłym wałem usypanym ze żwiru z drewnianymi schodami. Później mieściła już 25 tysięcy kibiców. 25 sierpnia 1928 roku, została powiększona do 27 tys. i pokryta dachem.

W kwietniu 1994 r. rozegrano ostatni mecz na Anfield przed trybuną The Kop tylko z miejscami stojącymi. Kibice Liverpoolu żegnali legendarną i symboliczną dla nich trybunę. Wszyscy przynieśli stare flagi i szaliki, powróciły stare transparenty, jeszcze z czasów wielkich występów w Europie. 
Obecnie The Kop jest drugą pod względem wielkości jednokondygnacyjną trybuną w Wielkiej Brytanii, mogącą pomieścić prawie 13 000 kibiców.